# Anna Králová-Jiroušková
Anna Králová-Jiroušková (2. června 1895 Nechvalice – ?) byla česká pedagožka, spisovatelka a novinářka, pseudonym D. Letenská.

## Životopis
Rodiče Anny byli: Antonín Jiroušek kupec a Josefa Jiroušková-Moravcová. Provdala se za právníka Antonína Krále.
Anna Králová-Jiroušková učila na obecné dívčí škole na Královských Vinohradech (Žižkova 13). Byla spisovatelka beletrie, autorka knih pro mládež, žurnalistka. Přispívala do novin a časopisů: Národní politika, Lidové listy, Pražský večerník, Pozor, Zátiší, Krystal, Role, Legie. Byla členkou Společnosti přátel literatury pro mládež při Masarykově lidovýchovném ústavu. V Praze II 1847 bydlela na adrese Koubkova 5.

## Dílo

### Próza
- Do podniku/Běla Stárková: román – Olomouc: Promberger, 1922/Praha: Pamir 1946
- Veselý rok dětství – 1935[3]
- Špačíček – obrázky Otakar Štáfl. Jaroměř: „Ars“ Doležal & Steinbrener, 1944
- Lucínkův rok na dědině – s ilustracemi Ladislava Šalouna. Jaroměř: Národní správa nakladatelství ARS, 1946